# Wurmbea sinora
Wurmbea sinora là một loài thực vật có hoa trong họ Colchicaceae. Loài này được T.D.Macfarl. miêu tả khoa học đầu tiên năm 1980.